# Geaderd kalkkopje
Het geaderd kalkkopje (Physarum confertum) is een slijmzwam behorend tot de familie Physaraceae. Het leeft saprotroof op kruidachtige plantendelen.

## Verspreiding
In Nederland komt het uiterst zeldzaam voor. 